# Mount Russell, Antarktis
Mount Russell är ett berg i Antarktis. Det ligger i den centrala delen av kontinenten. Inget land gör anspråk på området. Toppen på Mount Russell är 2 280 meter över havet.
Terrängen runt Mount Russell är varierad. Trakten är obefolkad. Det finns inga samhällen i närheten.